# سباستیانو مانیرونی
سباستیانو مانیرونی (انگلیسی: Sebastiano Mannironi؛ ۲۲ ژوئیه ۱۹۳۰ – ۱۱ ژوئن ۲۰۱۵) ورزشکار وزنه‌برداری اهل ایتالیا بود.
وی در مسابقات کشوری و بین‌المللی در مجموع برندهٔ ۲ مدال نقره، ۳ مدال برنز شده‌است.